# Museu do Ramen de Shin-Yokohama
Shin-Yokohama Raumen Museum é um museu e parque de diversão temático localizado em Shin-Yokohama, distrito de Kohoku-ku, Yokohama, no Japão. O parque-museu aborda o tema da alimentação, principalmente o Lámen.

## História
Fundado em 1994 pelo empresário Yoji Iwaoka, a principal atração do local é uma réplica de uma rua pós-guerra (década de 1950) com várias lojas com principal prato japonês: o ramen.